# Alphabet City, Manhattan

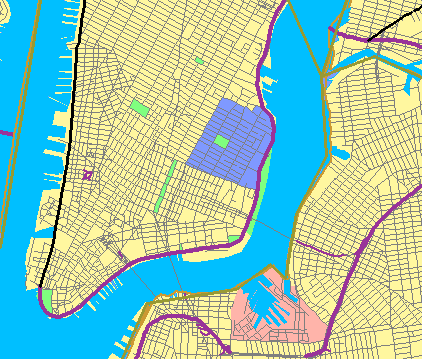
Culoarea albastră închisă denotă localizarea cartierului în Lower Manhattan.

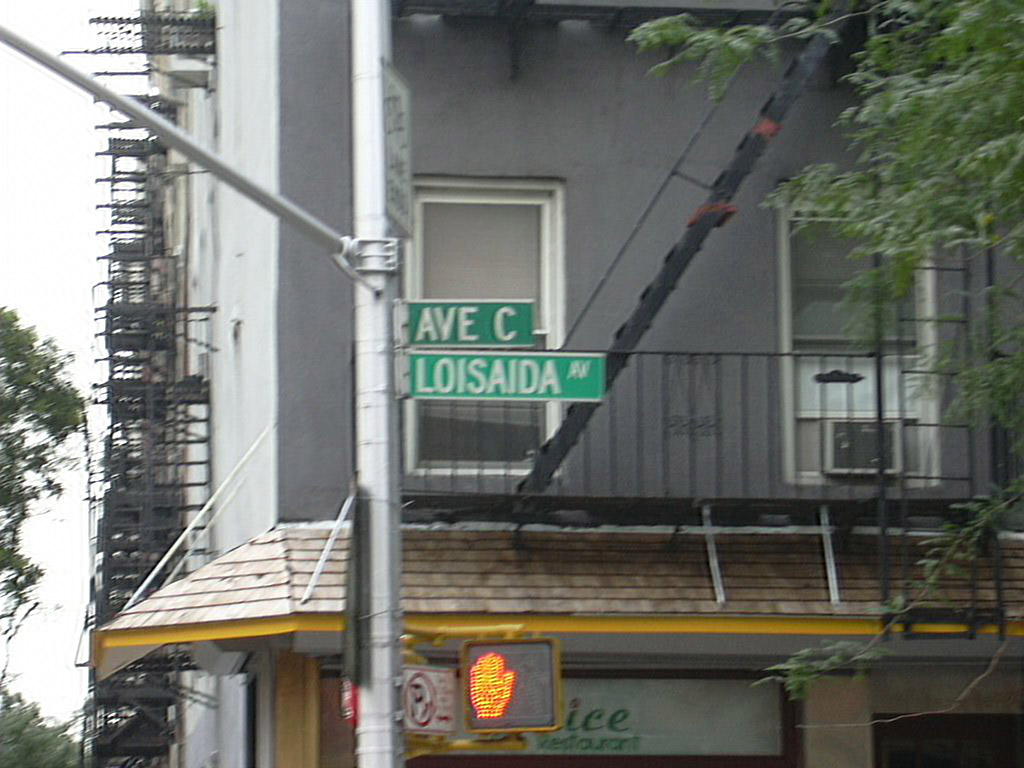
Avenue C a fost desemnată Loisaida Avenue în recunoaşterea moștenirii portoricane a cartierului.

Alphabet City este un cartier localizat între Lower East Side și East Village în Manhattan, New York City. Numele lui vine de la bulevardele A, B, C și D, singurele bulevarde conțin nume cu o singură literă. Se învecinează cu Houston Street la sud și cu 14th Street la nord, de-a lungul frontierei de nord tradiționale cu East Village și la sud de Stuyvesant Town și Peter Cooper Village. Unele repere celebre includ Tompkins Park Square și Nuyorican Poets Cafe. Cartierul are o istorie lungă, servind ca centru cultural și enclavă etnică pentru populațiile germană, poloneză, hispanică, și evreiască din Manhattan.